# Jimmy Banks
Jimmy Banks (ur. 2 września 1964 w Milwaukee w stanie Wisconsin, zm. 26 kwietnia 2019) – amerykański piłkarz grający na pozycji obrońcy.

## Kariera klubowa
Pierwsze piłkarskie treningi Banks rozpoczął w Custer High School w Milwaukee. Po ukończeniu szkoły uczęszczał najpierw na University of Wisconsin–Parkside, a następnie na University of Wisconsin–Milwaukee, gdzie grał w drużynie piłkarskiej, najpierw jako napastnik, a następnie pomocnik.
Po ukończeniu uniwersytetu Banks został wybrany w draftach do ligi piłki halowej Major Indoor Soccer League przez Kansas City Comets i Milwaukee Wave z ligi American Indoor Soccer Association. Ostatecznie podpisał kontrakt z Milwaukee Wave i tam też grał od 1987 do 1993 roku, czyli do zakończenia kariery. W 1992 roku został wybrany do Jedenastki Sezonu ligi.

## Kariera reprezentacyjna
W reprezentacji Stanów Zjednoczonych Banks zadebiutował 5 lutego 1986 roku w zremisowanym 0:0 towarzyskim meczu z Kanadą. W 1990 roku został powołany przez selekcjonera Boba Ganslera do kadry na mistrzostwa świata we Włoszech. Tam był podstawowym zawodnikiem reprezentacji i rozegrał 2 spotkania: z Włochami (0:1) i z Austrią (1:2). Od 1986 do 1991 roku rozegrał w kadrze narodowej 36 meczów.